# Aéroport international de Qingdao Liuting
L’aéroport international de Qingdao Liuting (code IATA : TAO • code OACI : ZSQD) est un aéroport qui dessert la ville de Qingdao, dans la province du Shandong en Chine. Il est situé à 31 km du centre-ville de Qingdao. Une extension de l'aéroport a été réalisée de 2004 à 2006.
En 2011, l'aéroport de Qingdao Liuting a vu transiter 11 716 361 passagers, il était ainsi le 16e aéroport de Chine en nombre de passagers.
L'aéroport a fermé en 2021, remplacé par l'aéroport de Qingdao-Jiaodong qui récupère ses codes AITA et OACI.

## Situation

### Carte des 50 premiers aéroports de Chine
| \| 500 km1:25 016 000 \| Baotou Canton Changchun Changsha Chengdu-CTU Chengdu-TFU Chongqing Dalian Fuzhou Guilin Guiyang Haikou Hailar Hangzhou Harbin Hefei Hohhot Jinan Jinghong Kunming Lanzhou Lhassa Lijiang Nanchang Nankin Nanning Ningbo Pékin · Capitale Pékin · Daxing Qingdao Quanzhou Sanya Shanghaï-Pudong Shanghaï-Hongqiao Shantou-Chaozhou-Jieyang Shenyang Shenzhen Shijiazhuang Taiyuan Tianjin Ürümqi Wenzhou Wuhan Suzhou Xiamen Xi'an Xining Yantai Yinchuan Zhengzhou Zhuhai-Jinwan |
| 500 km1:25 016 000 |

## Statistiques
Pour des raisons techniques, il est temporairement impossible d'afficher le graphique qui aurait dû être présenté ici.

Voir la requête brute et les sources sur Wikidata.